# Sterculia guapayensis
Sterculia guapayensis är en malvaväxtart som beskrevs av José Cuatrecasas. Sterculia guapayensis ingår i släktet Sterculia och familjen malvaväxter. Inga underarter finns listade i Catalogue of Life.